# 796
796(칠백구십육)은 795보다 크고 797보다 작은 자연수다.

## 수학
- 합성수로, 그 약수는 1, 2, 4, 199, 398, 796이다. 진약수의 합은 604이므로, 796은 부족수다.
- {\displaystyle 796=113+127+131+137+139+149}
  - 연속하는 소수(素數) 6개의 합으로 나타낼 수 있으며, 이 성질을 지닌 앞의 수는 756, 다음 수는 834다.
- {\displaystyle 93^{6}-1}은 796으로 나누어떨어진다.

## 과학
- NGC 796: 물뱀자리 방향에 있는 산개성단.
- 796 사리타(영어판): 소행성.

## 교통
- 796번 지방도: 전북특별자치도 고창군 대산면에서 무장면까지 이어지는 대한민국의 지방도.
- 현도 제796호선

## 군사
- 796 해군 항공대(영어판): 과거 존재한 영국의 해군 항공대.

## 문화유산
- 대한민국의 보물 제796호: 화순 운주사 구층석탑

## 기타
- 연도: 796년, 기원전 796년